# Rathangan
Rathangan (iriska: Ráth Iomgháin) är en ort i republiken Irland.   Den ligger i grevskapet Kildare och provinsen Leinster, i den centrala delen av landet, 50 km väster om huvudstaden Dublin. Rathangan ligger 74 meter över havet och antalet invånare är 2 374.
Terrängen runt Rathangan är platt.Runt Rathangan är det ganska tätbefolkat, med 172 invånare per kvadratkilometer. Närmaste större samhälle är Kildare, 9,0 km sydost om Rathangan. Trakten runt Rathangan består i huvudsak av gräsmarker.